# Euro-Asia Masters Challenge 2003/1
Das erste Event der Euro-Asia Masters Challenge 2003 war ein professionelles Snooker-Einladungsturnier, das im Rahmen der Saison 2003/04 vom 19. bis zum 24. August 2003 im Renaissance Hong Kong Harbour View Hotel in Wan Chai im Hongkonger Wan Chai District ausgetragen wurde. Sieger wurde der Thailänder James Wattana, der im Finale den Iren Ken Doherty besiegte. Zuvor hatte er bereits mit einer 131er-Serie das höchste Break des Turnieres gespielt.

## Modus
Die Euro-Asia Masters Challenge war ein Einladungsturnier, in dem führende Spieler aus Europa und Asien aufeinandertreffen sollten. Im Jahr 2003 wurden gleich zwei Events ausgetragen, das erste in Hongkong, das zweite in Bangkok. Konzipiert wurde das Turnier vom Managementunternehmen 110sport. Veranstaltet wurde es von der World Professional Billiards & Snooker Association und dem jeweiligen Nationalverband, für Hongkong das Hong Kong Billiard Sports Control Council. Auch die Asian Confederation of Billiard Sports als asiatischer Kontinentalverband war an der Ausrichtung beteiligt. Bei beiden Turnieren wurden acht führende Spieler eingeladen, je vier aus Europa und aus Asien. Die Teilnehmer waren Mark Williams, Stephen Hendry, Ken Doherty und Jimmy White auf europäischer sowie James Wattana, Marco Fu, Ding Junhui und Shokat Ali auf asiatischer Seite.
Das Turnier in Hongkong wurde vom 19. bis zum 24. August im Renaissance Hong Kong Harbour View Hotel ausgetragen, einem Luxushotel in Wan Chai im gleichnamigen Hongkonger Wan Chai District. Die Veranstaltungsstätte war vollständig ausgebucht. Der Sieger des Turnieres erhielt 30.000 Pfund Sterling. Die acht Teilnehmer wurden zunächst in eine Gruppenphase mit zwei Vierer-Gruppen aufgeteilt, in der jeder Spieler einmal gegen jeden seiner Konkurrenten antrat. Die zwei besten Spieler jeder Gruppe rückten in die Finalrunde vor, ab der der Turniersieger im K.-o.-System entschieden wurde.

## Turnierverlauf

### Gruppenphase
Gruppe A
| Pos. | Spieler       | Partien | S | N | Frames | Diff. |
| ---- | ------------- | ------- | - | - | ------ | ----- |
| 1    | James Wattana | 3       | 3 | 0 | 6:2    | +4    |
| 2    | Mark Williams | 3       | 1 | 2 | 3:4    | −1    |
| 3    | Jimmy White   | 3       | 1 | 2 | 3:4    | −1    |
| 4    | Ding Junhui   | 3       | 1 | 2 | 2:4    | −2    |

| Spiel | Spieler 1     | Ergebnis | Spieler 2     |
| ----- | ------------- | -------- | ------------- |
| 1     | Jimmy White   | 02:02    | Ding Junhui   |
| 2     | James Wattana | 02:02    | Ding Junhui   |
| 3     | Mark Williams | 02:02    | Jimmy White   |
| 4     | James Wattana | 12:12    | Jimmy White   |
| 5     | James Wattana | 12:12    | Mark Williams |
| 6     | Ding Junhui   | 02:02    | Mark Williams |

Gruppe B
| Pos. | Spieler        | Partien | S | N | Frames | Diff. |
| ---- | -------------- | ------- | - | - | ------ | ----- |
| 1    | Ken Doherty    | 3       | 3 | 0 | 6:0    | +6    |
| 2    | Stephen Hendry | 3       | 2 | 1 | 4:2    | +2    |
| 3    | Shokat Ali     | 3       | 1 | 2 | 2:4    | −2    |
| 4    | Marco Fu       | 3       | 0 | 3 | 0:6    | −6    |

| Spiel | Spieler 1      | Ergebnis | Spieler 2   |
| ----- | -------------- | -------- | ----------- |
| 1     | Ken Doherty    | 02:02    | Shokat Ali  |
| 2     | Marco Fu       | 20:20    | Shokat Ali  |
| 3     | Stephen Hendry | 20:20    | Ken Doherty |
| 4     | Stephen Hendry | 02:02    | Marco Fu    |
| 5     | Stephen Hendry | 02:02    | Shokat Ali  |
| 6     | Ken Doherty    | 02:02    | Marco Fu    |

### Finalrunde
Die Finalrunde im K.-o.-System wurde mit zwei verschiedenen Best-of-Modi ausgespielt.

|  | Halbfinale Best of 9 Frames | Halbfinale Best of 9 Frames | Halbfinale Best of 9 Frames |  |  | Finale Best of 11 Frames | Finale Best of 11 Frames | Finale Best of 11 Frames |
|  |                             |                             |                             |  |  |                          |                          |                          |
|  |                             |                             |                             |  |  |                          |                          |                          |
|  | A1                          | James Wattana               | 5                           |  |  |                          |                          |                          |
|  | B2                          | Stephen Hendry              | 1                           |  |  |                          |                          |                          |
|  |                             |                             |                             |  |  | A1                       | James Wattana            | 6                        |
|  |                             |                             |                             |  |  | B1                       | Ken Doherty              | 4                        |
|  | B1                          | Ken Doherty                 | 5                           |  |  |                          |                          |                          |
|  | A2                          | Stephen Hendry              | 1                           |  |  |                          |                          |                          |
|  |                             |                             |                             |  |  |                          |                          |                          |

Finale
Mit dem Thailänder James Wattana und dem Iren Ken Doherty trafen die beiden Gruppensieger im Finale aufeinander. Das Endspiel begann als ausgeglichene Partie, doch einige Breaks von knapp über 60 Punkten verhalfen Ex-Weltmeister Doherty zu einer zwischenzeitlichen 4:3-Führung. James Wattana konnte jedoch die nächsten drei Frames für sich entscheiden und mit dem Endstand von 6:4 das Turnier gewinnen. Es war sein erster professioneller Turniersieg seit dem Thailand Open.
| Finale: Best of 11 Frames Renaissance Hong Kong Harbour View Hotel, Wan Chai District, Hongkong, 24. August 2003 |                |             |
| James Wattana | 6:4            | Ken Doherty |
| Die Ergebnisse der einzelnen Frames sind unbekannt                                                               |                |             |
| 75 | Höchstes Break | 65          |
| – | Century-Breaks | –           |
| 2 | 50+-Breaks     | 3           |

## Century Breaks
Das einzige Break von mindestens hundert Punkten (Century-Break) war ein 131er-Break des Thailänders James Wattana, das ihm in seiner Halbfinalpartie gegen Stephen Hendry gelang.